# キュステンディル州

キュステンディル州
Област Кюстендил

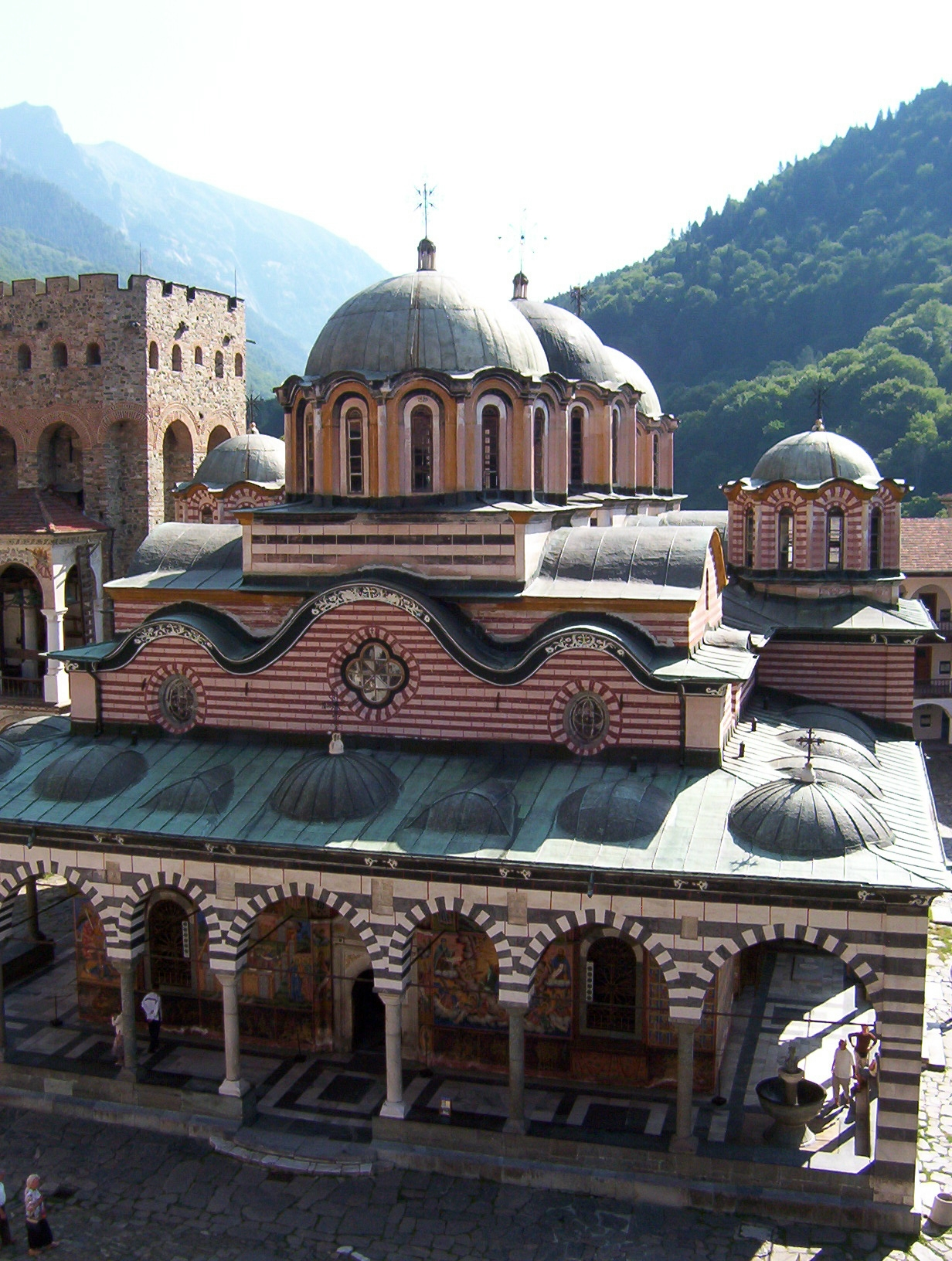
リラ修道院

キュステンディル州（キュステンディルしゅう、ブルガリア語: Област Кюстендил, ラテン文字転写: Oblast Kyustendil）はブルガリア南西部に位置する州。西にセルビアおよび北マケドニア共和国と国境を接する。

## 基礎自治体

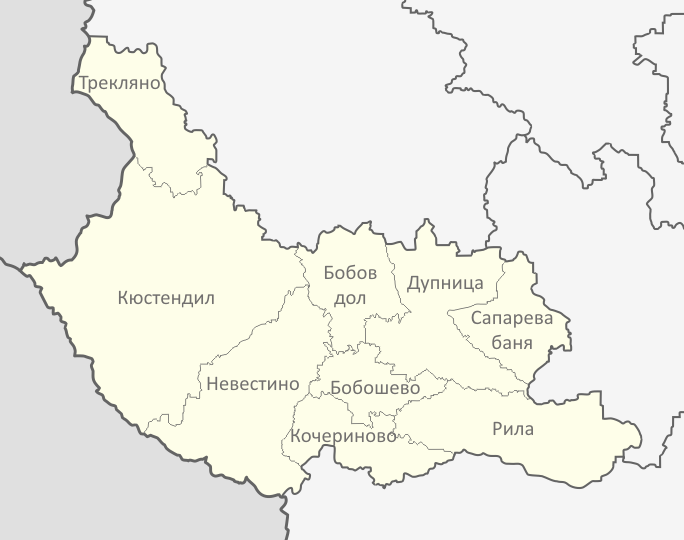
キュステンディル州の基礎自治体

- キュステンディル （Кюстендил、Kyustendil） - 州都
- ボボシェヴォ （Бобошево、Boboshevo）
- ボボフ・ドル （Бобов дол、Bobov Dol）
- ドゥプニツァ （Дупница、Dupnitsa）
- コチェリノヴォ （Кочериново、Kocherinovo）
- ネヴェスティノ （Невестино、Nevestino）
- リラ （Рила、Rila）
- サパレヴァ・バニャ （Сапарева баня、Sapareva Banya）
- トレクリャノ （Трекляно、Treklyano）

キュステンディル州はブルガリアの南西部に位置し、その面積は3,084.30 km2で、ブルガリア全土のおよそ2.7%を占めている。人口は173,889人を数える。キュステンディル州はソフィア州、ペルニク州、ブラゴエヴグラト州およびマケドニア共和国、セルビア共和国と接している。州の政治・経済の中心は州都のキュステンディルである。

## 地理
州の地形的特長としては、険しい岩山や山脈によってそれぞれ隔てられたいくつもの肥沃な谷と渓谷がある。州の北部および西部は「キュステンディル辺境」（Кюстендилско краище、Kyustendilsko kraishte）と呼ばれ、ミレヴ山脈（Милевска планина、Milevska Planina）、チュディン山脈（Чудинска планина、Chudinska Planina）、ゼメン山脈（Земенска планина、Zemenska Pkanina）、コニャヴォ山脈（Конявска планина、Konyavska Planina）などの山々がある。「キュステンディル辺境」は南へはビストリツァ（Бистрица 、Bistritsa）川のドラゴヴィシュティツァ（Драговищица、Dragovishtitsa）渓谷、およびリセツ（Лисец、Lisets）山まで伸びている。
州南部はオソゴヴォ（Осогово、Osogovo）、ヴラヒナ（Влахина、Vlahina）、北西リラ山脈があり、その間にカメニツァ（Каменица、Kamenitsa）、キュステンディル、ドゥプニツァ平地がある。

## 地質と資源
キュステンディル州は花崗岩、粘土、化石、鉱石が豊富に出土する。金属類を多く含む鉱石はオソゴヴォで、褐炭はボボフ・ドル鉱山で発掘される。粘土の堆積層はネヴェスティノ市チェテルツィ村（Четирци、Chetertsi）、ドゥプニツァ市ヤヒノヴォ村（Яхиново、Yahinovo）、キュステンディル市ドラゴヴィシュティツァ村（Драговищица）にある。しかし、州で最もよく知られているのは鉱泉であろう。キュステンディル、サパレヴァ・バニャ、ネヴェスティノ、チェテルツィ村には温泉がある。コチェリノヴォ市ストブ村（Стоб、Stob）には、ストブのピラミッド（Стобски пирамиди、Stobski Piramidi、英語:Stob's Pyramids）とよばれる天然の奇岩群がある。

## 気候と自然
キュステンディル州のほとんどの地域では内陸性の気候となっており、高地ではよりその傾向が強い。州の中心的な川はストルマ（Струма、Struma）川であり、その支流にはトレクリャンスカ（Треклянска）、ドラゴヴィスティツァ（Драговищица）、ビストリツァ（Бистрица）、スロコスティツァ（Слокощица）、ノヴォセルスカ（Новоселска）、ジェルマン（Джерман）、リラ（Рила）といった川がある。地下水位は比較的高い。キュステンディル市カメニチカ・スカカヴィツァ村（Каменичка Скакавица、Kamenichka Skakavitsa）では、ゴレミ・ドル（Golemi dol、Големи дол）川が落差70メートルの滝となって流れ落ちている。デャコヴォ（Dyakovo、Дяково）、ベルシン（Bersin、Берсин）、ドレノフ・ドル（Дренов дол、Drenov dol）、バグレンツィ（Багренци、Bagrentsi）の川と人造湖は主に灌漑に使用されている。
森林の多くは落葉性であるが、針葉樹も存在する。ガブラ（Габра、Gabra）自然保護区はヨーロッパクロマツ（Pinus nigra、en）の原生林である。

## キュステンディル
州都のキュステンディルは州南部のキュステンディル平地に位置している。キュステンディル市全域での面積は923平方キロメートル、人口は73,346人をかぞえ、うち51,300人はキュステンディル市街に住んでいる。キュステンディルへは、マケドニア共和国のスコピエとブルガリアのソフィアを結ぶスコピエ-ソフィア幹線道路が走っており、セルビアからはニシュからニシュ-ボシレグラード-キュステンディル幹線道路が、ドゥプレニツァとキュスティンデル間を結ぶ街道はイスタンブールとアドリア海地方を結ぶ歴史的な交易路の一部を形成している。キュステンディルは歴史、環境、文化遺産の保存に努めてきた。現在ではブルガリア28州のうちのひとつであるキュスティンデル州の中心都市となっており、今後は文化観光、および温泉保養リゾート施設の開発に力を入れる見通しである。

## 観光
キュステンディルは温泉の町であり、多くのレストランと5つ星のものを含む3つの大きなホテル、鉄道駅、バス・ターミナルがある。また、多くの店が地元の産品を売っている。冬季には雪が降り、町のすぐ近くでスキーを楽しむことが出来る。ソフィアから自動車で1時間という地理的条件にも恵まれた観光地となっている。周辺の地方でも自然環境はよく保存され、温泉リゾート、そして冬季にはスキー・リゾートを楽しむことができる。
また、世界遺産に登録されているリラ修道院がある。